# Aufresne
Jean Rival, bekannt als Aufresne (* 17. Februar 1728 in Genf; † 4. Juli 1804 in Sankt Petersburg), war ein Genfer Schauspieler und Regisseur.
Aufresnes Vater war Uhrmacher und von Jean-Jacques Rousseau begeistert. In diesem offenen Klima aufgewachsen, wurde er Schauspieler und tat seine ersten Schritte in der Normandie. Nachgewiesen sind seine Auftritte im Jahr 1757 auf der Messe Foire de Guibray von Falaise. Der nächste Nachweis seiner schauspielerischen Tätigkeit findet sich am Theater von La Haye im Jahr 1764. Bereits im Folgejahr reüssierte Aufresne an der Comédie-Française mit der Rolle des Augustus in Pierre Corneilles Theaterstück Cinna.
Den damals gebräuchlichen Stil des Deklamierens lehnte Aufresne ab, denn er bevorzugte eine natürliche Sprechweise, was aber seinen Kollegen an der Comédie gar nicht gefiel und weswegen er angefeindet wurde. Deshalb verließ er auch bald die Comédie, um sich nach Wien zu wenden. In den kommenden Jahren unstet, spielte er 1768 in Genf, anschließend 1772 wieder in Wien und 1773 am La Monnaie in Brüssel. Für die Jahre 1774 und 1775 holte ihn Friedrich II. an seinen Hof nach Berlin. Von dort ging er nach Sankt Petersburg an den Hof von Katharina der Großen, wo er, bis zu seinem Tod, als Regisseur am Eremitage-Theater tätig war.

## Trivia
Als Voltaire in Ferney lebte, nahe Genf, reiste Aufresne 1776 dorthin, um vor dem Philosophen aufzutreten. Diesem gefiel das Spiel Aufresnes außerordentlich gut und sprach zu ihm: Du verleihst mir durch dein Spiel mehr Witz, als ich ihn selbst habe.